# Godfrey Brown
Pour les articles homonymes, voir Brown.
Arthur Godfrey Kilner Brown (né le 21 février 1915 à Bankura, en Inde - mort le 4 février 1995 à Coneyhurst dans le Sussex) est un athlète britannique spécialiste du 400 mètres. Il est le frère de l'athlète Audrey Brown.

## Carrière
Il se révèle durant l'année 1936 en remportant l'épreuve du 440 yards des Championnats du Royaume-Uni. Sélectionné pour les Jeux olympiques de 1936, il établit lors des demi-finales du 400 m un nouveau record d'Europe de la discipline en 47 s 3. Deux heures plus tard, en finale, Godfrey Brown remporte la médaille d'argent olympique en 46 s 7, ne s'inclinant que de deux dixièmes de secondes face à l'Américain Archie Williams, détenteur du record du monde. Aligné par ailleurs dans l'épreuve du relais 4 × 400 mètres, le Britannique s'adjuge le titre olympique aux côtés de ses compatriotes Frederick Wolff, Godfrey Rampling et William Roberts, devançant de deux secondes le relais des États-Unis.
En 1937, Godfrey Brown décroche trois médailles d'or lors des Jeux mondiaux universitaires de Paris, sur 400 m, 4 × 100 m et 4 × 400 m. Vainqueur des Championnats britanniques sur 440 yards en 1938 pour la seconde fois de sa carrière, il remporte la même année le titre du 400 m des Championnats d'Europe de Paris, devant le Néerlandais Karl Baumgarten. Il obtient également la médaille d'argent du relais 4 × 400 m dans lequel l'équipe du Royaume-Uni se voit devancer par l'Allemagne et une médaille de bronze sur 4 × 100 m derrière l'Allemagne et la Suède, qu'ils avaient devancé sur 4 × 400 m. 
En 1939, Brown remporte sur 880 yd son troisième titre national.

## Palmarès
| Date | Compétition           | Lieu   | Résultat | Discipline |
| ---- | --------------------- | ------ | -------- | ---------- |
| 1936 | Jeux olympiques       | Berlin | 2e       | 400 m      |
| 1936 | Jeux olympiques       | Berlin | 1er      | 4 × 400 m  |
| 1938 | Championnats d'Europe | Paris  | 1er      | 400 m      |
| 1938 | Championnats d'Europe | Paris  | 3e       | 4 × 100 m  |
| 1938 | Championnats d'Europe | Paris  | 2e       | 4 × 400 m  |

## Sources
- Robert Parienté et Alain Billouin, La Fabuleuse Histoire de l'athlétisme, Minerva, 2003